# ويسلي لوبيز
ويسلي لوبيز داسيلفا (بالإنجليزية: Wesley Lopes da Silva)‏ (ولد في 10 نوفمبر 1980) لاعب كرة قدم برازيلي ويلعب في مركز الوسط المتقدم (ويستطيع اللعب رأس حربه بنفس الكفاءة) ويلعب بالقدم اليسرى.
لعب لنادي الهلال

## تاريخه الرياضي
ابتدأ اللعب عام 1999 مع نادي بونتي بريتا البرازيلي (أحد اندية الوسط) واستمر معهم 4 مواسم،انتقل بعدها إلى نادي فورتاليزا البرازيلي (درجة ثالثة) عام 2003. تمت اعارته إلى نادي سامسونج الكوري في نفس العام في تجربة قصيرة لم يكتب لها النجاح ليتم بيعه بعدها إلى نادي بينافيل البرتغالي (درجة ثانية) واستمر معهم موسمين انتقل في عام 2005 إلى نادي الافيس الأسباني ومنه إلى فيتوريا البرتغالي (أحد اندية الوسط) ومن ثم إلى نادي غراسهوبر زيوريخ السويسري في الموسم التالي لمدة عام.
بعد موسمين من الاعارات قاموا ببيع عقده لنادي باكوس فيريرا البرتغالي (من اندية الموخرة). وفي موسم 07/08 انتقل إلى نادي ليتشويس البرتغالي والذي باعه إلى ناديه السابق نادي فاسلوي الروماني أحد اندية الوسط في رومانيا.
خلال كامل مسيرته لعب ويسلي 307 مباراة سجل فيها 128 هدف بمعدل (هدف كل 2.4 مباريات) خلال فترة لعبه مع نادي فاسلوي لعب 148 مباراة صنع 15 هدف وسجل 82 هدف بمعدل (هدف كل 1.8 مباراة). ابرز انجازاته مع الاندية هي تحقيق وصافة كأس رومانيا مع فاسلوي موسم 2010 و وصافة الدوري الموسم الماضي. انتقل لفريق الهلال السعودي لموسم 2012-2013

## ابرز انجازاته الشخصية
هي:
- لاعب الموسم في نادي فاسلوي مرتين عامي 2010 و 2012
- هداف الدوري الروماني موسم 11/12 ب27 هدف و الهداف التاريخي للاجانب في الدوري الروماني ب62 هدف
- قائد فريق نادي فاسلوي الموسم الماضي.

## روابط خارجية
- ويسلي لوبيز على موقع قاعدة بيانات كرة القدم.إي يو (الإنجليزية)
- ويسلي لوبيز على موقع Soccerway.com (الإنجليزية)
- ويسلي لوبيز على موقع عالم كرة القدم.نت (الإنجليزية)
- ويسلي لوبيز على موقع كووورة